# Pentium 4

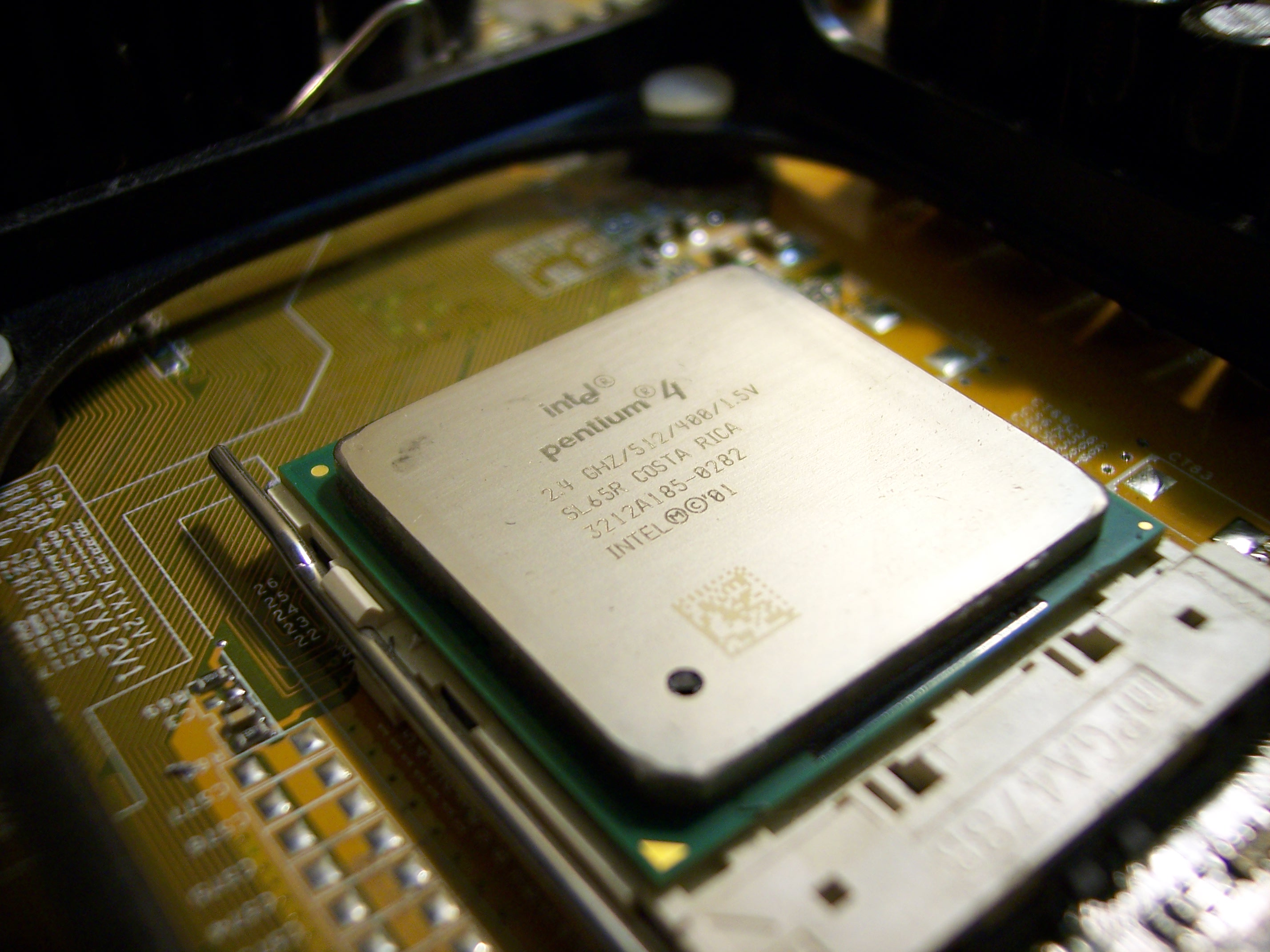

Pentium 4 introducerades den 20 november 2000 och upphörde att tillverkas den 8 augusti 2008. Pentium 4 är den sjunde generationens x86 mikroprocessor från Intel.
Pentium 4 var vid lanseringen Intels första helt nya processordesign sedan Pentium Pro från 1995, med så kallat NetBurst. Till skillnad från Pentium II, Pentium III och olika sorters Celerons, var Pentium 4 en nykonstruktion. Jämfört med tidigare processorer möjliggjorde mikroarkitekturen Netburst mycket höga klockfrekvenser. Även SSE2 introducerades och senare kom också Hyper Threading, vilket innebär att en fysisk CPU beter sig som två virtuella CPU:er.

## Netburst
I tidiga tester, som utfördes av PCWorld, testades Pentium 4 1,5 GHz mot den senaste Pentium III och Pentium III presterade bättre på kontorsprogram. Vid konvertering av videofiler så var dock Pentium 4 17 sekunder snabbare än den snabbaste Pentium III. Enligt testen fungerade Pentium III bättre än Pentium 4 på kontorsprogram medan Pentium 4 presterade bättre än Pentium III vid videobehandling, trots detta att Pentium 4 1,5 GHz hade 42 miljoner transistorer (nästan dubbelt så många som PIII 1 GHz).
Pentium 4 med den nya tekniken NetBurst utvecklade också mer värme än som tidigare uppmätts i tidigare AMD- och Intelmodeller, vilket krävde snabbare fläktar för kylningen. Programvaruutvecklare ogillade dock Pentium 4 då de behövde skriva om koden för sina program.
Tidigt i utvecklingsfasen trodde Intel att deras kommande processor skulle komma över 10 GHz. Dock blev den snabbaste Pentium 4 på 3,8 GHz.

## Pentium 4-kärnor
Pentium 4, har likt sin lillebror Celeron, en IHS, (Intergrated Heat Spreader). Överklockare ogillar fenomenet och tar ofta bort den för att tillåta en direktöverföring av värme till kylare.

### Willamette
Intels första Pentium 4-processor lanserades den 20 november 2000. Den byggdes med 0,18 µm tillverkningsteknik och använde Socket 423 som var avsedd för att ta emot Pentium 4.
Man kunde välja mellan 1,4 GHz respektive 1,5 GHz. De hade en buss på 400 MHz och 256 kB i L2 Cache. Den snabbaste Pentium 4 kostade 819 dollar (Cirka 5400 kr).  
Willmette-kärnan är krånglig att överklocka men nådde frekvensen 2 GHz den 27 augusti 2001.

### Northwood
Andra versionen av Pentium 4-kärnan lanserades år 2002 och var första Pentium 4 som stödjer HT-teknik.
Den bygger på 0,13 µm tillverkningsteknik och hade 512 kB i L2 Cache och en buss på 400 eller 533 MHz, senare 800 MHz (2003). Dessa processorer använde endast Socket 478.
Den första processorn som hade support för HT-teknik kom den 12 november 2002 på 3.06 GHz
Även om den hade hög frekvens (3 GHz) så var busshastigheten endast 533 MHz och 512 kB cacheminne vilket gör processorn långsam vid tyngre program eftersom informationsbearbetningen går trögare. En Athlon eller processor med 2 GHz och busshastighet på 1000 MHz och 512 kB cacheminne kommunicerar bättre med till exempel grafikkort, ramminne och ljudkort och därför slår en Pentium 4 3,06 GHz i flera tillämpningar.
Kylsystemet behövde kunna hantera minst 81 Watt. De flesta fläktarna ovanpå kylarna roterade 1500 + rpm vilket inte räckte. Därför lanserade Intel HT processor på 2,4 GHz vilket flera kylsystem klarade av att få kontroll över. 
Ett annat problem uppstod med den nya HT-processorn på 3,06 GHz (2002). Intels HT-teknik gör att operativsystemet är inställt på att det finns två processorkärnor, när det egentligen bara finns en enda och man upptäckte en bugg på Creative Sound Blaster ljudkorten i samband med detta och när problemet försvann då man återgått till enkärnig processor konfiguration (dvs inaktiverat HT:n) så förstod man var problemet låg.
Northwood har varit en mycket populär modell som används vid överklockning då det har gått att klocka rejält. Processorer med Northwood-kärnan var även populär i datorer där låg energiförbrukning prioriterats framför prestanda.

### Gallatin (Extreme Edition)
Pentium Extreme är en limited edition av Pentium 4. Det är en Pentium 4 med högre frekvens (4,0 GHz–5,6 GHz), men som alla andra Pentium 4 processorer har den inte mycket L2 Cache. (L2 cache är mycket snabbare än RAM vilket snabbar upp datahantering), det fanns 2 MB. Men det speciella var att processorn hade 3 MB L3 cache. Det finns också en Intel extreme V1, vilken kostade mycket mer än Pentium Extreme. Pentium Extreme V1 fanns som limited edition i Dells bärbara datorer. Frekvensen var 4,0 GHz 1,2 MB L2 cache. Datorn (XPS m550 limited edition) kostade uppemot 1000 USD.

### Prescott
Den 1 februari 2004 släppte Intel den nya kärnan med kodnamnet Prescott. Prescott använder en 90 nm-teknik och stora förändringar i arkitekturen. Prescott har också ett ökat nivå 2 cacheminne på 1 MB. Tack vare den nya arkitekturen klarade Prescott högre klockfrekvenser. Den högsta frekvensen som släpptes var på 3,8 GHz. För att nå högre frekvenser används överklockning. Prescott använde sig av Socket 478 och LGA775, LGA 775 användes till och med Intel Core 2 Duo processorerna. 
Produktnamnet för Prescott var 80546 (Socket 478) och 80547 (LGA775).

### Prescott 2M
Introducerad den 20 februari 2005.
Bygger på 90 nm-teknik

Fanns i hastigheterna:

2,80 GHz (620)

3,00 GHz (630)

3,20 GHz (640)

3,40 GHz (650)

3,60 GHz (660)

3,80 GHz (670)

Alla modeller i 600-serien har en L2 cache på 2MB (2048 KB)

bus 800 MHz
 Modellen monteras i socket 775.
Stöds gör även EM64T som är Intel benämning för 64 bitars processorer.

### Cedar Mill
Cedar Mill är den sista modellen av Pentium 4 processorer. Den har en tillverkningsteknik på 65& nm och ett nivå-2 cacheminne på 2 MB. Cedar Mill stödjer hyperthreading. Cedar Mill nådde klockfrekvenser på 3,0 till 3,6& GHz. Den högsta överklockningen nådde 8,32 GHz.